# 貞伯
貞伯（ていはく、? - 紀元前867年）は、中国の西周時代の諸侯国の衛の第7代君主。『世本』では箕伯とある。名は不明。靖伯の子で、頃侯の父。在位期間は西周の中期の懿王・孝王・夷王の在位期間に相当する。